# Ông ngoại tuổi 30
Ông ngoại tuổi 30 (tên gốc tiếng Hàn: 과속스캔들; Romaja: Gwasok Seukaendeul; dịch tiếng Anh: Speedy Scandal; tựa tiếng Anh: Scandal Makers) là một bộ phim của Hàn Quốc sản xuất năm 2008 được viết kịch bản và đạo diễn bởi Kang Hyeong-cheol. Bộ phim có sự góp mặt của nam diễn viên nổi tiếng Cha Tae-hyun vào vai chính. Đây là phim có doanh thu cao nhất tại Hàn Quốc năm 2008.

## Cốt truyện
Nam Hyeon-soo (Cha Tae-hyun) từng là một thần tượng tuổi vị thành niên và đang là phát thanh viên của đài phát thanh DJ. Một ngày nọ, một phụ nữ tự nhận là bà mẹ đơn thân có tên Hwang Jeong-nam (Park Bo-young) gọi đến tham gia chương trình và nói rằng cô đã tìm được người bố lâu ngày không gặp, và muốn hỏi Hyeon-soo rằng có nên gặp lại bố mình không. Hyeon-soo đã thẳng thắn khẳng định là cô nên gặp lại bố của mình. Ngay sau đó, anh phát hiện ra anh chính là bố của cô, đồng thời anh cũng nhận ra Jeong-nam là tên người yêu đầu của anh, còn tên thật của Jeong-nam là Jae-in. Jae-in và cậu con trai của mình, Ki-dong (Wang Seok-hyeon), đã đến tìm và ở lại nhà của anh. Cô luôn mong có được tình cảm từ người bố của mình. Trong thời gian ở lại nhà bố mình, Jae-in đã tham gia chương trình âm nhạc của đài DJ, nơi Hyeon-soo đang làm việc, để thực hiện ước mơ của mình. Tuy vậy, sự nổi tiếng nhanh chóng của cô đã làm cho sự việc lộ ra và tạo ra một xì-căng-đan cho Hyeon-soo. Hyeon-soo đã đuổi Jae-in và Ki-dong ra khỏi nhà. Nhưng ngay sau đó anh cảm thấy nhớ họ và hối hận, đi tìm lại họ. Gia đình họ sống hạnh phúc bên nhau.

## Diễn viên
- Cha Tae-hyun ... Nam Hyeon-soo
- Park Bo-young ... Hwang Jeong-nam / Hwang Jae-in
- Wang Seok-hyeon ... Hwang Ki-dong
- Im Ji-gyu ... Park Sang-yoon, tình yêu đầu tiên của Jeong-nam, bố của Ki-dong
- Hwang Woo-seul-hye ... Jo Mo, cô giáo của Ki-dong
- Lim Seung-dae ... Bong Pil-joong, phóng viên giải trí
- Kim Gi-bang ... Đạo diễn
- Jeong Won-joong ... Trưởng phòng thu
- Park Yeong-seo ... Trưởng ban trợ giúp

## Phát hành
Ngay tuần đầu tiên, Ông ngoại tuổi 30 đã có 473.725 lượt người xem ở Hàn Quốc. Nó tiếp tục có lượt xem đông đảo và kết thúc với 8 triệu vé được bán và trở thành phim Hàn Quốc có lượt xem cao nhất năm 2008.